# Neberu
Neberu (accadico; anche Nēberu  o Nēperu o Nēbiru; assiro: Nebūru), per gli antichi Babilonesi, era il corpo celeste associato al dio Marduk. Il nome viene dalla lingua accadica e può significare anche "punto di attraversamento" o "guado".
Nella maggior parte dei testi babilonesi è identificato col pianeta Giove così nella Tavola V (verso 6) dell'Enūma eliš:
(Enūma eliš, Tavola V, 5-8; traduzione di Giovanni Pettinato, in Mitologia assiro babilonese, Torino, Utet, 2004, p. 130)
(Giovanni Pettinato, La scrittura celeste - La nascita dell'astrologia in Mesopotamia, Milano, Mondadori, 1998, p.111)
La collocazione di questo astro e quindi la resa di questo nome in questa Tavola dell'Enûma Eliš è comunque controversa: Jean Bottéro e Samuel Noah Kramer, traducono, anche se con il punto dubitativo, come "Stazione della Polare" .